# 熊石町
熊石町（日语：／ Kumaishi chō */?）是過去位於北海道檜山支廳北部的一個以漁業為主的城鎮。已於2005年10月1日與渡島支廳山越郡的八雲町合併合併為新設置的八雲町，也因此使得檜山支廳被新成立的八雲町分割成兩部份，成為目前北海道唯一有飛地的支廳。
町名源自阿伊努語的「kuma-us-i」，意思是使用曬魚竿很多的地方。

## 歷史
- 1691年：在熊石地區設置藩所，為當時日本所能支配土地的最北位置。
- 1873年：設置熊石戶長役場、泊川戶長役場、相沼戶長役場。[1]
- 1886年：熊石村、泊川村、相沼村合併為熊石村。
- 1902年4月1日：熊石村、相沼內村、泊川村合併成熊石村，並成為北海道二級村。[2]
- 1962年5月1日：熊石村改制為熊石町。
- 2005年10月1日：與渡島支廳山越郡八雲町合併為新的八雲町，同時成立新的二海郡，並隸屬渡島支廳之管轄。

## 交通

### 道路
一般國道
- 國道229號
- 國道277號

### 巴士
- 函館巴士

## 觀光景點
| - 奇岩雲石 | - 鮑魚村落慶典（5月） |

## 教育

### 高等學校
- 道立北海道熊石高等學校

### 中學校
| - 熊石町立熊石第一中學校 | - 熊石町立熊石第二中學校 |

### 小學校
| - 熊石町立相沼小學校 - 熊石町立雲石小學校 | - 熊石町立關內小學校 | - 熊石町立泊川小學校 |

## 本地出身之名人
- 伊吹吾郎：演員

## 外部連結
- （日語） 熊石町、八雲町合併協議會